# Vaccinul Oxford – AstraZeneca COVID-19
Vaccinul Oxford-AstraZeneca COVID-19, cu numele de cod AZD1222 și vândut, printre altele, sub denumirile comerciale Covishield și Vaxzevria, este un vaccin cu vector viral pentru prevenirea COVID-19. Dezvoltat de Universitatea Oxford și AstraZeneca, acesta se administrează prin injecție intramusculară, folosind ca vector adenovirusul modificat de cimpanzeu ChAdOx1. Eficacitatea vaccinului este de 76,0% la prevenirea COVID-19 simptomatic începând cu 22 de zile după prima doză și de 81,3% după a doua doză.
Vaccinul are un profil de siguranță bun, efectele secundare incluzând dureri la locul injecției, dureri de cap și greață, toate acestea rezolvându-se, în general, în câteva zile. Mai rar, poate apărea anafilaxie (Agenția de reglementare a medicamentelor și produselor de sănătate din Regatul Unit (MHRA) are 268 de rapoarte din aproximativ 21,2 milioane de vaccinări la 14 aprilie 2021). În cazuri foarte rare (aproximativ 1 la 100.000 de persoane), vaccinul a fost asociat cu un risc crescut de formare de cheaguri de sânge în combinație cu niveluri scăzute de trombocite din sânge. Conform Agenției Europene pentru Medicamente, la data de 4 aprilie 2021, au fost raportate 222 de cazuri de cheaguri de sânge din Spațiul Economic European și din Regatul Unit, unde aproximativ 34 de milioane de persoane au primit vaccinul.
La 30 decembrie 2020, vaccinul a fost aprobat pentru prima dată pentru utilizare în cadrul programului de vaccinare din Regatul Unit, iar prima vaccinare în afara unui studiu a fost administrată la 4 ianuarie 2021. De atunci, vaccinul a fost aprobat de mai multe agenții de medicamente din întreaga lume, cum ar fi Agenția Europeană pentru Medicamente (EMA) și Administrația Australiană pentru Produse Terapeutice, și a fost aprobat pentru o listă de utilizare în situații de urgență de către Organizația Mondială a Sănătății (OMS). Unele țări au limitat utilizarea sa la persoanele în vârstă cu risc mai mare de îmbolnăvire severă cu COVID-19 din cauza îngrijorărilor legate de efectele secundare foarte rare ale vaccinului la persoanele mai tinere.

## Legături externe
- „Medical Information site for COVID-19 Vaccine AstraZeneca”. AstraZeneca. Arhivat din original la 19 ianuarie 2022. Accesat în 7 septembrie 2021.
- „Vaccines: contract between European Commission and AstraZeneca now published”. European Commission.
- „How the Oxford-AstraZeneca Vaccine Works”. The New York Times.
- Background document on the AZD1222 vaccine against COVID-19 developed by Oxford University and AstraZeneca. World Health Organization (WHO) (Raport).
- Australian Public Assessment Report for ChAdOx1-S (PDF) (Raport). Arhivat din original (PDF) la 20 octombrie 2021. Accesat în 7 septembrie 2021.
- „Vaxzevria (previously COVID-19 Vaccine AstraZeneca) Safety Updates”. European Medicines Agency.
- "An oral history of Oxford/AstraZeneca: ‘Making a vaccine in a year is like landing a human on the moon’". The Guardian